# George Lyon (Eishockeyspieler)
George Lyon (* 14. Juni 1984 in Pretoria) ist ein ehemaliger südafrikanischer Eishockeyspieler, der zuletzt bis 2015 bei den Pretoria Capitals in der Gauteng Provincial Hockey League spielte.

## Karriere
George Lyon spielte zunächst bei den Wildcats Johannesburg, die sich zunächst noch Wildcats Krugersdorp nannten. Ab 2014 stand er für den Ligakonkurrenten Pretoria Capitals in der Gauteng Provincial Hockey League auf dem Eis, wo er nach der Spielzeit 2015 seine Karriere beendete.

### International
Lyon stand 2002 für sein Heimatland bei den Weltmeisterschaften der U18- und der U20-Junioren jeweils in der Division III auf dem Eis und stieg bei beiden Turnieren mit den Springboks in die Division II auf. 2003 und 2004 spielte er mit der U20 dann in der Division II. 
In der Herren-Nationalmannschaft debütierte er bei der Weltmeisterschaft 2005 in der Division III, in der er auch 2007, 2008, 2010 und 2011 spielte. 2006, 2009, 2012, 2014 und 2015 spielte er in der Division II.

## Erfolge und Auszeichnungen
- 2002 Aufstieg in die Division II bei der U18-Weltmeisterschaft der Division III
- 2002 Aufstieg in die Division II bei der U20-Weltmeisterschaft der Division III
- 2005 Aufstieg in die Division II bei der Weltmeisterschaft der Division III
- 2008 Aufstieg in die Division II bei der Weltmeisterschaft der Division III
- 2011 Aufstieg in die Division II bei der Weltmeisterschaft der Division III